# Anoplomerus rotundicollis
Anoplomerus rotundicollis là một loài bọ cánh cứng trong họ Cerambycidae.